# Strongylosteus
Strongylosteus is een geslacht van uitgestorven straalvinnige beenvissen, behorend tot de Acipenseriformes. Het leefde in het Vroeg-Jura (Toarcien, ongeveer 180 miljoen jaar geleden) en zijn fossiele overblijfselen zijn gevonden in Duitsland.

## Naamgeving
De eerste fossielen van dit dier werden gevonden in de beroemde Holzmaden-afzetting in Duitsland en werden in 1914 beschreven door Pompeckj; de geleerde beschouwde ze als een nieuwe soort van Chondrosteus: C. hindenburgi. Pas later, in 1931, stelde Jaeckel het nieuwe geslacht Strongylosteus in voor deze fossielen, op basis van enkele morfologische verschillen.

## Beschrijving
Strongylosteus had een sterk en langwerpig lichaam, dat wel drie meter lang kon worden. De schedel was uitgerust met een goed ontwikkeld schild, bestaande uit stevige botten versierd met granulaten bedekt met ganoïne. De kaken waren vreemd genoeg verstoken van elk type tanden en ribben waren ook afwezig. De huid was niet bedekt met enige vorm van schubben en had dezelfde gladde toestand als bij de huidige lepelsteuren (Polyodon spathula). De staart was sterk en sterk heterocerca. Strongylosteus miste ook een postorbitaal bot, terwijl een diepe laterale sulcus aanwezig was op de onderkaak. Het basibranchiale bot, in tegenstelling tot de andere acipenseriformen, was verbeend. Strongylosteus leek erg op, zo niet identiek, op de andere archaïsche acipenseriform Chondrosteus, die kleiner was en een paar miljoen jaar eerder leefde.

## Fylogenie
De positie van deze dieren is onduidelijk. Strongylosteus hindenburgi verschilt weinig van Chondrosteus. In ieder geval worden Chondrosteus en Strongylosteus beide beschouwd als basale acipenseriformen, veel archaïscher dan de huidige steuren, en daarom toegeschreven aan de aparte familie Chondrosteidae, die een andere gigantische vis (Gyrosteus) zou kunnen bevatten.